# Priska Walss
Priska Walss (* 20. Oktober 1964 in Zürich) ist eine Schweizer Posaunistin und Alphorn-Spielerin sowohl im Bereich der Klassik wie auch des zeitgenössischen Jazz.

## Wirken
Priska Walss studierte am Konservatorium Zürich und erhielt 1991 das Lehrdiplom für Posaune und grosses Blech; danach spielte sie in verschiedenen klassischen Formationen, wie den Blechbläserquartetten Brasserie und Trombaci und ist Mitglied in der Kammerphilharmonie Graubünden. Daneben improvisierte sie als Posaunistin und Alphornistin solo oder in festen Ensembles wie dem Duo frappant gemeinsam mit Gabriela Friedli, Echo vom Zürichhorn mit Nick Gutersohn und Robert Morgenthaler und Zigerhörnli mit Nick Gutersohn und Reto Senn. Auch trat sie 1998 mit Urs Voerkel, Gabriela Scherrer und Jacques Widmer auf (CD Propinquity, Zwischenzeitstück, Aria). In der Gruppe Quatre têtes improvisierte sie mit Susann Wehrli, Claudia Ulla Binder und Gabriela Friedli. Im Rahmen ihrer vielfältigen Engagements war Priska Walss massgeblich beteiligt an der Entdeckung und Etablierung des Alphorns für die experimentelle Musik in den vergangenen zwei Jahrzehnten.
Zwischen 2000 und 2002 entstanden die Aufnahmen für das Album Intervista, das sie im Duo mit Gabriela Friedli für das Label Intakt aufgenommen hat. Die Autoren Richard Cook und Brian Morton zählen das Album zu den erfrischendsten Neuerscheinungen der europäischen Jazz-Szene der letzten Jahre.
Walss arbeitete ausserdem mit Urs Voerkel.